# Gamlitz
Gamlitz è un comune austriaco di 3 235 abitanti nel distretto di Leibnitz, in Stiria; ha lo status di comune mercato (Marktgemeinde). Il 1º gennaio 2015 ha inglobato il comune soppresso di Sulztal an der Weinstraße.